# Margaret Hartley
Pour les articles homonymes, voir Hartley.
Margaret Boulton Hartley, née en 1906 à Burnley et morte le 15 novembre 1964 à Wirral, est une gymnaste artistique britannique.

## Carrière
Margaret Hartley remporte aux Jeux olympiques d'été de 1928 à Amsterdam la médaille de bronze du concours général par équipes féminin avec Amy Jagger, Carrie Pickles, Annie Broadbent, Ada Smith, Lucy Desmond, Doris Woods, Jessie Kite, Queenie Judd, Midge Moreman, Ethel Seymour et Hilda Smith.